# Сабио Киезе
Са̀био Киѐзе (на италиански: Sabbio Chiese, на източноломбардски само Sabio, Сабио) е малко градче и община в Северна Италия, провинция Бреша, регион Ломбардия. Разположено е на 277 m надморска височина. Населението на общината е 3865 души (към 2013 г.).